# Michael Kelly (cầu thủ bóng đá, sinh năm 1877)
Michael J. Kelly (1877-không rõ) là một cầu thủ bóng đá người Anh thi đấu ở Football League cho Blackburn Rovers và Bury.